# Kamisaka Shōtō

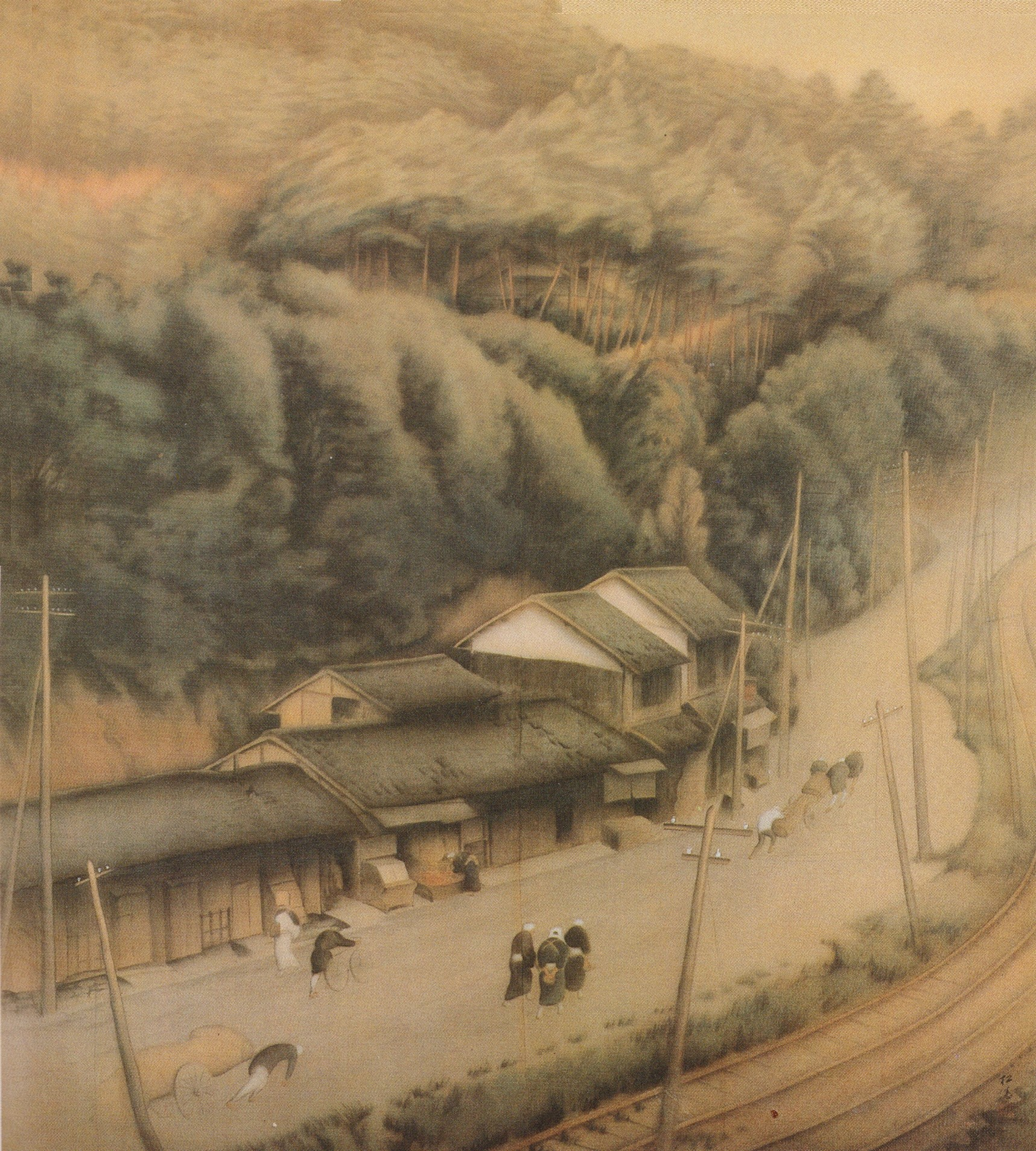
Sicht auf Keage, um 1920

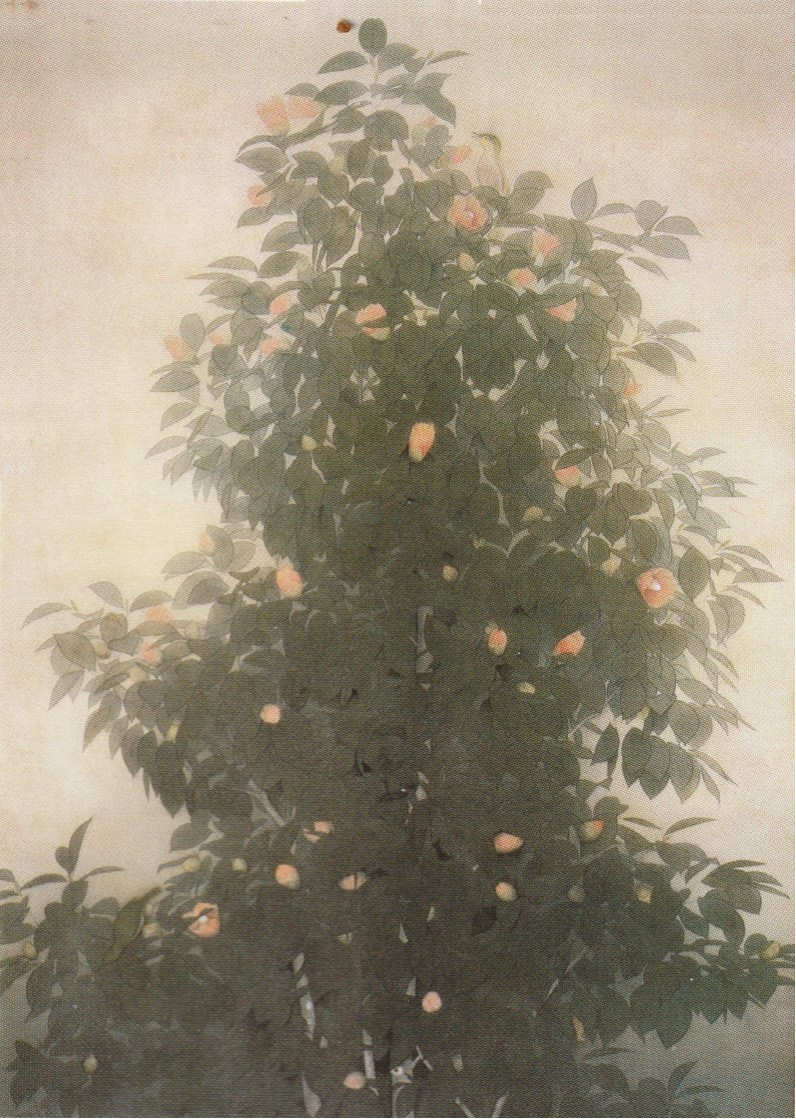
Kamelie, um 1920

Kamisaka Shōtō (japanisch 神坂 松濤, eigentlicher Vorname Bennosuke (辨之助), geboren 1882 in Kioto; gestorben 1954) war ein japanischer Maler der Nihonga-Richtung während der Taishō- und Shōwa-Zeit.

## Leben und Werk
Kamisaka Shōtō wurde im Stadtteil Nanzenji-Kitanobōchō im Bezirk Sakyō von Kioto geboren. Unter sechs Brüdern war er der vierte, ein älterer war Kamisaka Sekka (神坂 雪佳; 1866–1942), ebenfalls Maler und heute der bekanntere von beiden. Ein jüngerer Bruder, Kamisaka Yūkichi (神坂 祐吉; 1886–1938), wurde mit Lackkunst Kunsthandwerker. Dieser wurde später von seinen älteren Brüdern im Kunsthandwerk unterstützt.
Shōtō studierte Malerei an der privaten Schule von Kikuchi Hōbun (菊池芳文; 1862–1918) Malerei im Nihonga-Stil, wechselte aber 1905 zum Shōgoin-Yōgakenkyūjo (聖護院洋画研究所) und studierte „Malerei im westliche Stil“ (Yōga) unter Asai Chū. Als 1906 daraus das „Kansai Bijutsu-in“ (関西美術院) entstand, wechselte er dorthin. Zu der Zeit arbeitete er für das Kaufhaus Takashimaya von Kioto in der Abteilung für Stickerei und stellte dafür Entwürfe her. Auf der 5. „Kokunai kangyō hakurankai“ (国内勧業博覧会), einer Ausstellung zur Förderung der Wirtschaft, stellte er ein Webstück aus, auf dem eine Bäuerin mit einem Pferd zu sehen war.
Er begann in dieser Zeit auch, seine Bilder auszustellen. Als Nihonga-Maler stellte er aus bei der „Kokunai seinen kaiga kyōshin-kai“ (国内青年絵画共進会), „Kokunai kaiga kyōshin-kai“ (国内絵画共進会), „Nihon bijutsu kyōkai-ten“ (日本美術協会展), „Shinko bijutsuhin-ten“ (新古美術品展) und anderswo aus und erhielt auch Preise. Er legte sich aber nicht auf eine Stilrichtung fest, sondern malte auch Landschafts- und Blumenbilder im westlichen Stil mit großer Detailtreue. Weiter gibt es Werke im Art Nouveau-Stil, also in dekorativer Manier. Der Maler-Kollege Suda Kunitarō (1891–1961) fand, Shōtō mache zu wenig aus seinem Talent. Dieser begann ab 1932 auf Sudas Kritik hin auf Einzelausstellungen zu zeigen.